# Kasteel van het Zandeken
Het Kasteel van het Zandeken (ook: Kasteel de Hemptinne of Villa Les Bourgoien) is een kasteel in de tot de gemeente Gent behorende plaats Mariakerke, gelegen aan de Raymond de Hemptinnelaan 33.

## Geschiedenis
Van een kasteeltje was reeds sprake in 1815. In 1892 kwam het aan J. Fobe en deze voegde een verdieping en een koepel toe. In 1918 werd het zuidelijk deel van het kasteelpark verkaveld. In 1928 kwam het kasteel aan Raymond de Hemptinne. In 1946 werd de rest van het domein verkaveld, afgezien van de tuin in de directe omgeving van het kasteel. Later werd het kasteel benut als huisvesting voor volwassen mentaal gehandicapten onder de naam Home Sparrenhove. In 2009 werd een nieuw gebouw tegen het kasteel aangebouwd.
In een der kamers bevindt zich nog een schouw in empirestijl.